# Alabama Sports Festival
L'Alabama Sports Festival è una manifestazione multisportiva organizzata ogni anno in Alabama dal 1982; nata su richiesta del Comitato Olimpico degli Stati Uniti fa parte degli State Games of America.
Vi sono disputate prove dei seguenti sport:
- Tiro con l'arco
- Baseball
- Pallacanestro
- Bowling
- Ciclismo
- Disc golf
- Tuffi
- Flag football
- Football a 7
- Ginnastica
- Lacrosse
- Tiro a segno
- Calcio
- Softball
- Nuoto
- Taekwondo
- Atletica leggera
- Triathlon
- Pallavolo